# بولين غارسيا
بولين غارسيا (بالفرنسية: Pauline Viardot )‏ (و. 1821 – 1910 م) هي ملحنة، ومغنية، ومغنية أوبرا، ومعلمة موسيقى، وموسيقية، وعازفة بيانو، من فرنسا، ولدت في باريس، توفيت في باريس، عن عمر يناهز 89 عاماً.

## روابط خارجية
- بولين غارسيا على موقع IMDb (الإنجليزية)
- بولين غارسيا على موقع الموسوعة البريطانية (الإنجليزية)
- بولين غارسيا على موقع ميوزك برينز (الإنجليزية)
- بولين غارسيا على موقع أول ميوزيك (الإنجليزية)
- بولين غارسيا على موقع ديسكوغز (الإنجليزية)